# Лундрот, Эрик
Эрик Лундрот (нем. Erik Lundroth; 9 июня 1856, Эребру — 31 декабря 1937, Стокгольм) — шведский архитектор.

## Биография
Родился в 1856 году в Эребру. Учился в средней школе Эребру, затем в Техническом училище в своем родном городе, которое окончил в 1875 году.
Проработав около шести лет в Эребру помощником архитектора, в 1881 году Лундрот переехал в Стокгольм, где на протяжении 1880-х годов работал в мастерских у нескольких архитекторов, в том числе у Исака Густава Класона. Непосредственно руководил строительством неоготического Крытого рынка Эстермальм по проекту последнего.

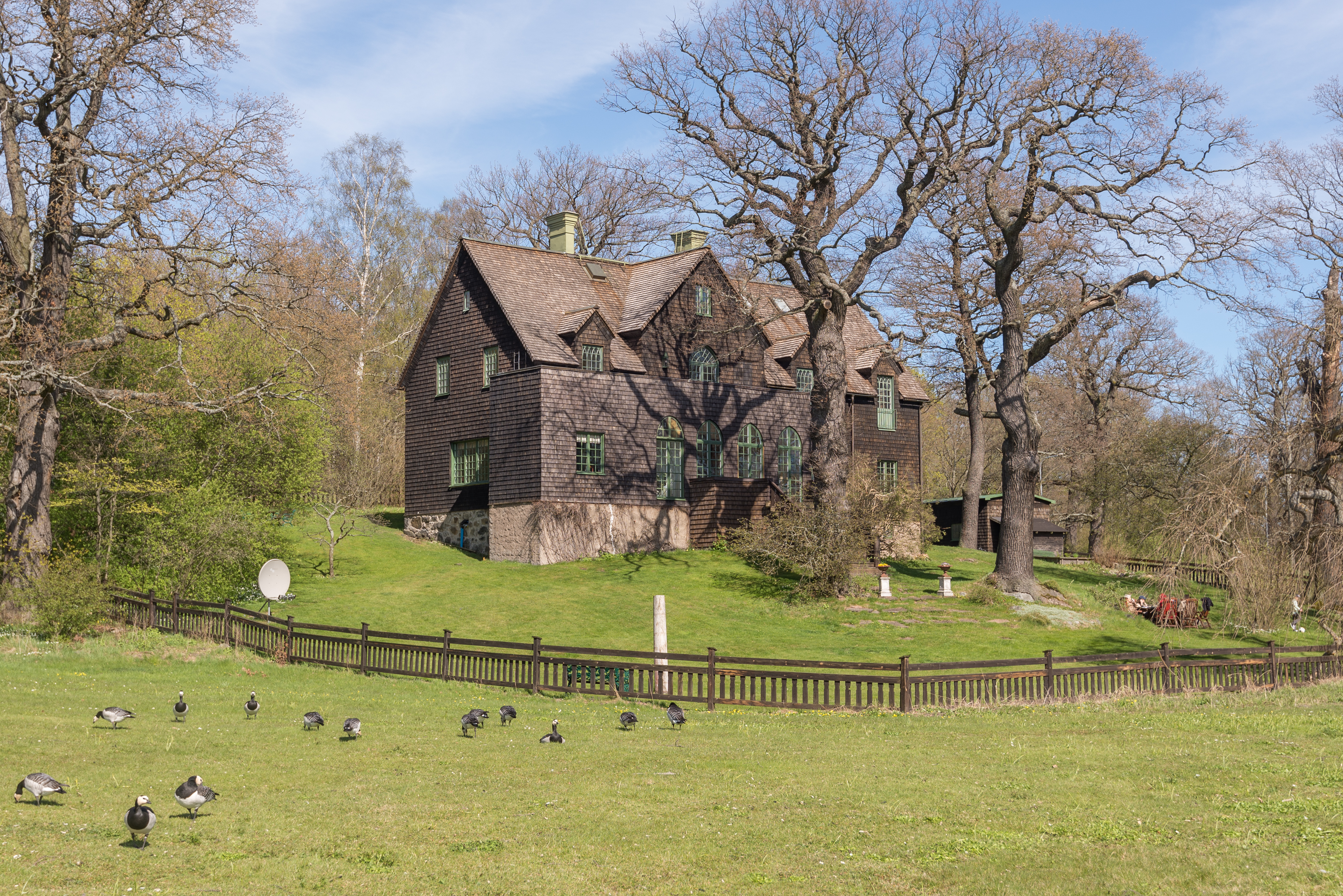
Одна из вилл, построенных Лундротом (в Стокгольме, на острове Юргорден). Общий вид

В 1891 году получил лицензию архитектора и с тех пор работал самостоятельно. В последующие годы Лундрот спроектировал несколько многоквартирных домов для шведской столицы, однако его «визитной карточкой» стали деревянные загородные виллы, или, как сказали бы в России, дачи представителей высшего и высшего среднего класса.
Выдержанные в стиле северного модерна, сочетавшие в своей архитектуре национальные и заимствованные (в том числе новоанглийские) мотивы, виллы, построенные Лундротом, сегодня считаются частью шведского культурного наследия. Иногда Лундроту поручалось строить и дворянские загородные усадьбы, такие, как усадьба Балингсхольм.
В 1903 году архитектор стал кавалером (рыцарем) ордена Васы.
Скончался Лундрот в 1937 году в Стокгольме.

## Примеры построек, возведённых по проектам Лундрота

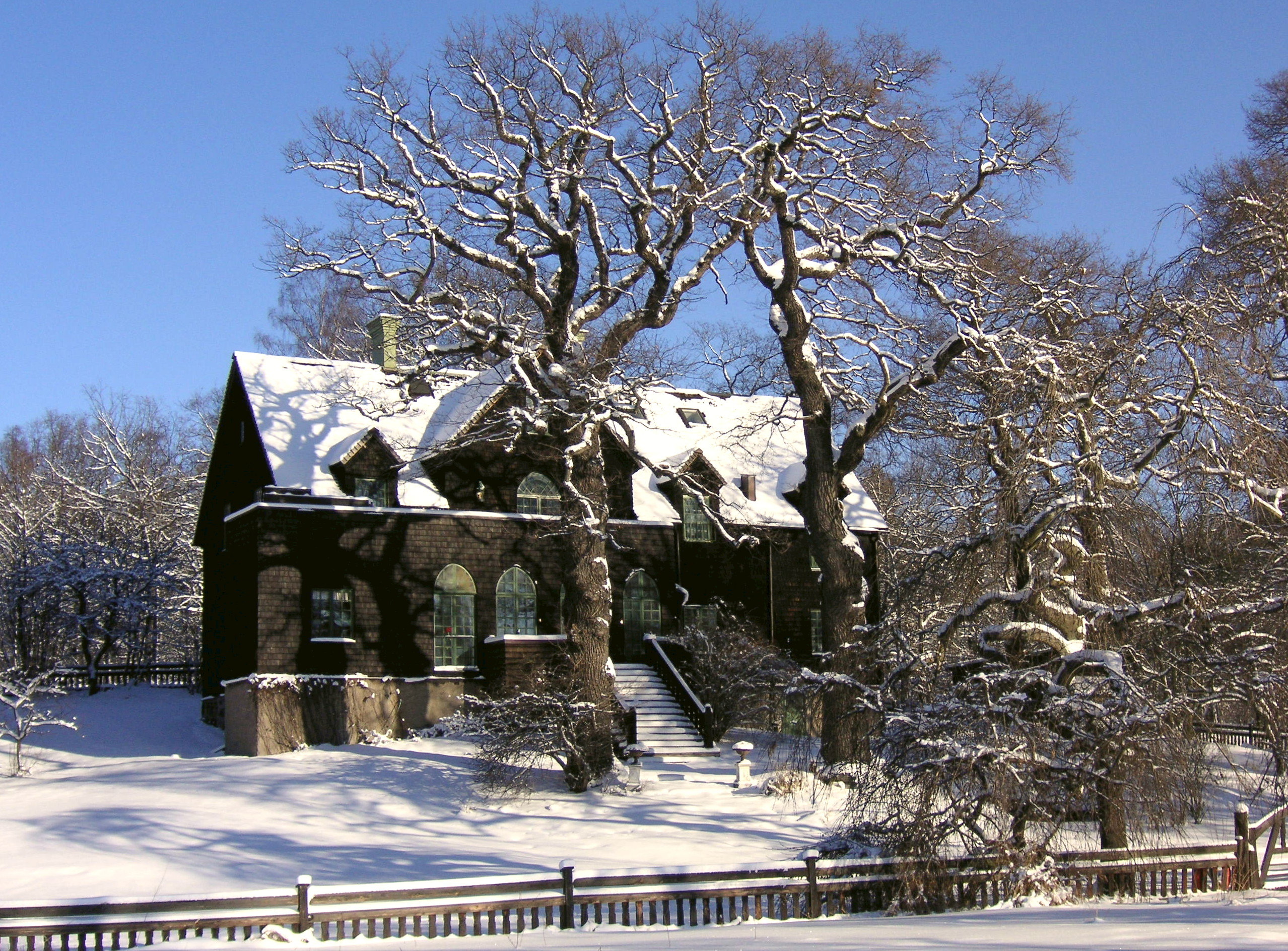
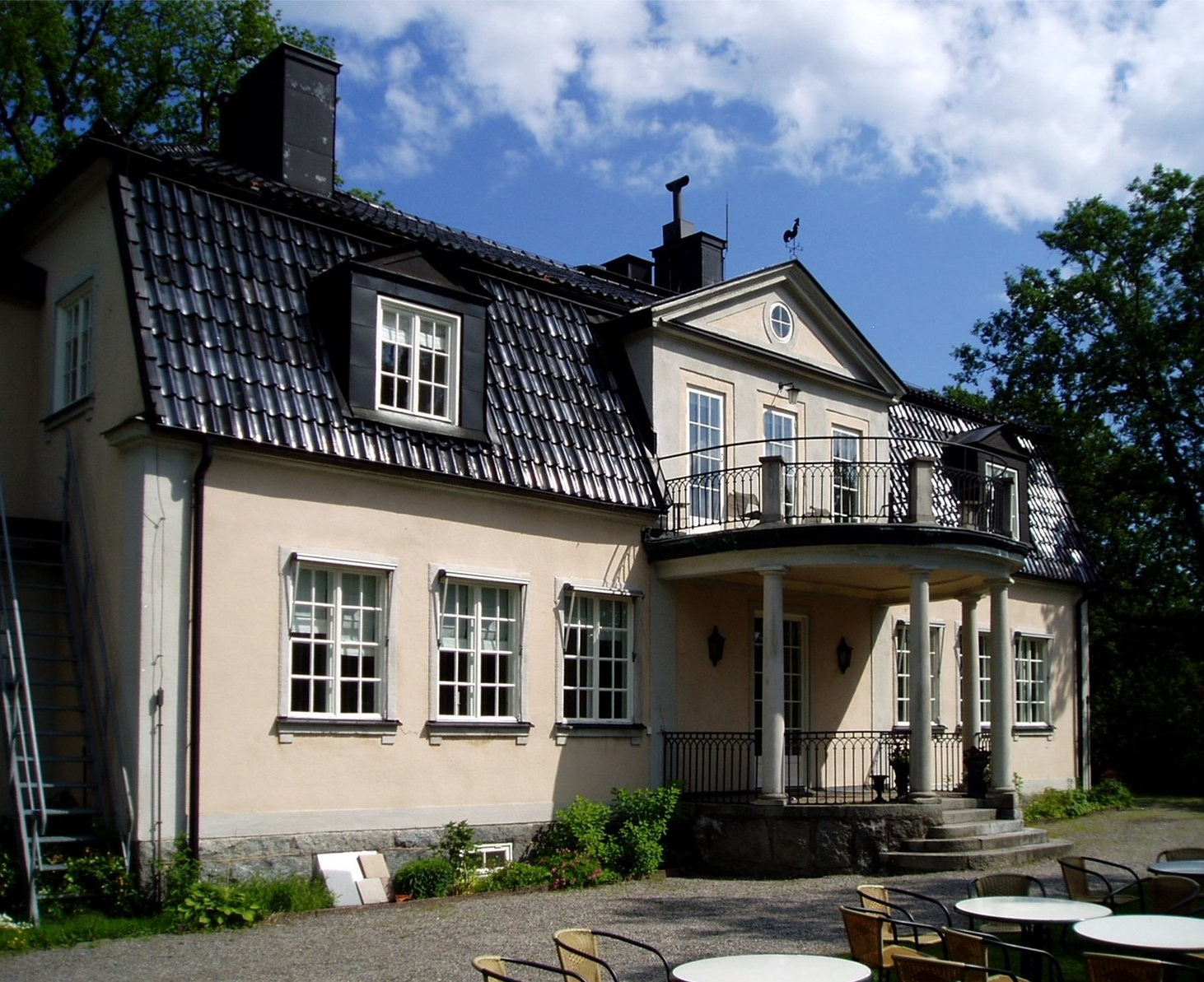
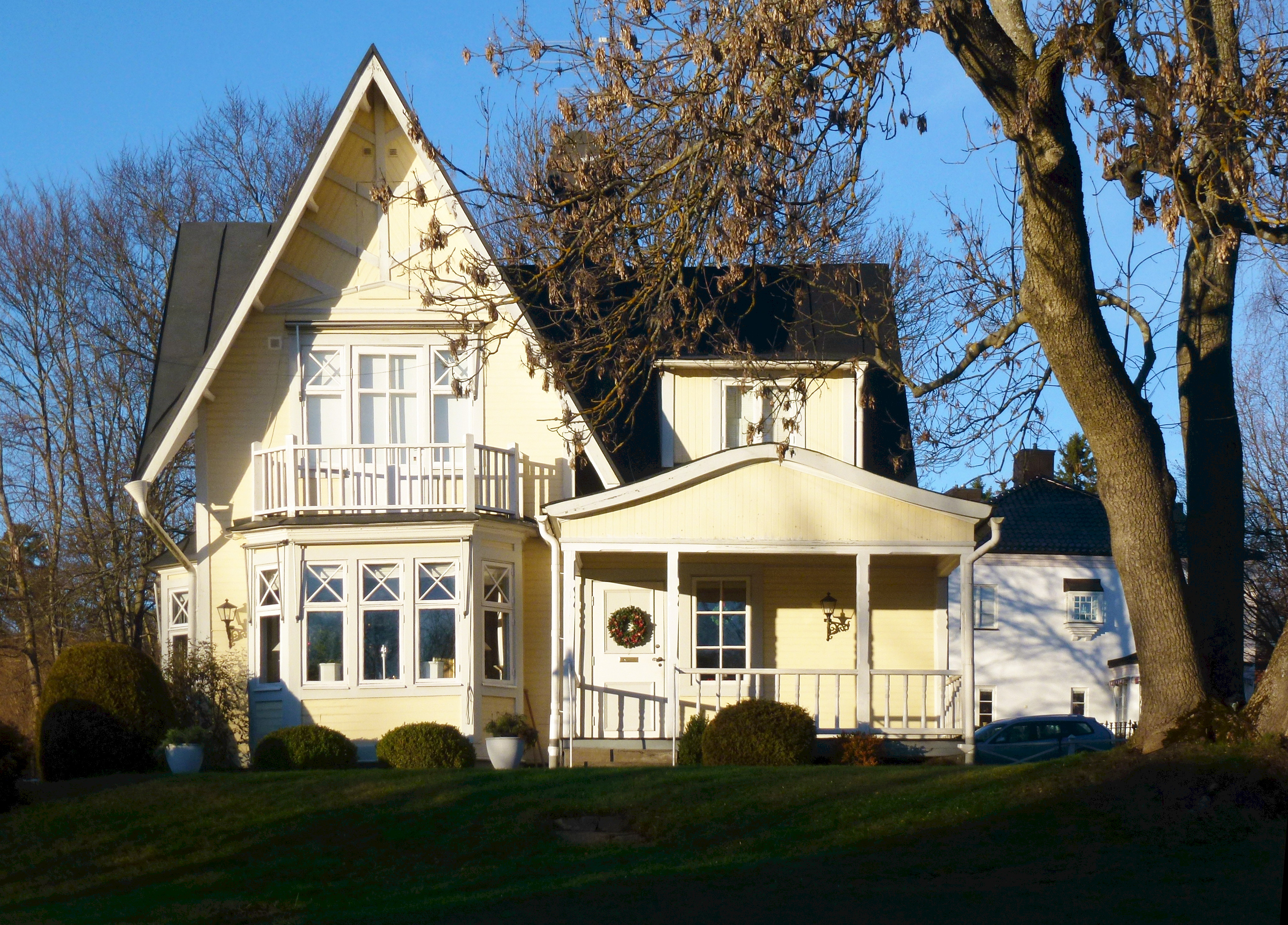
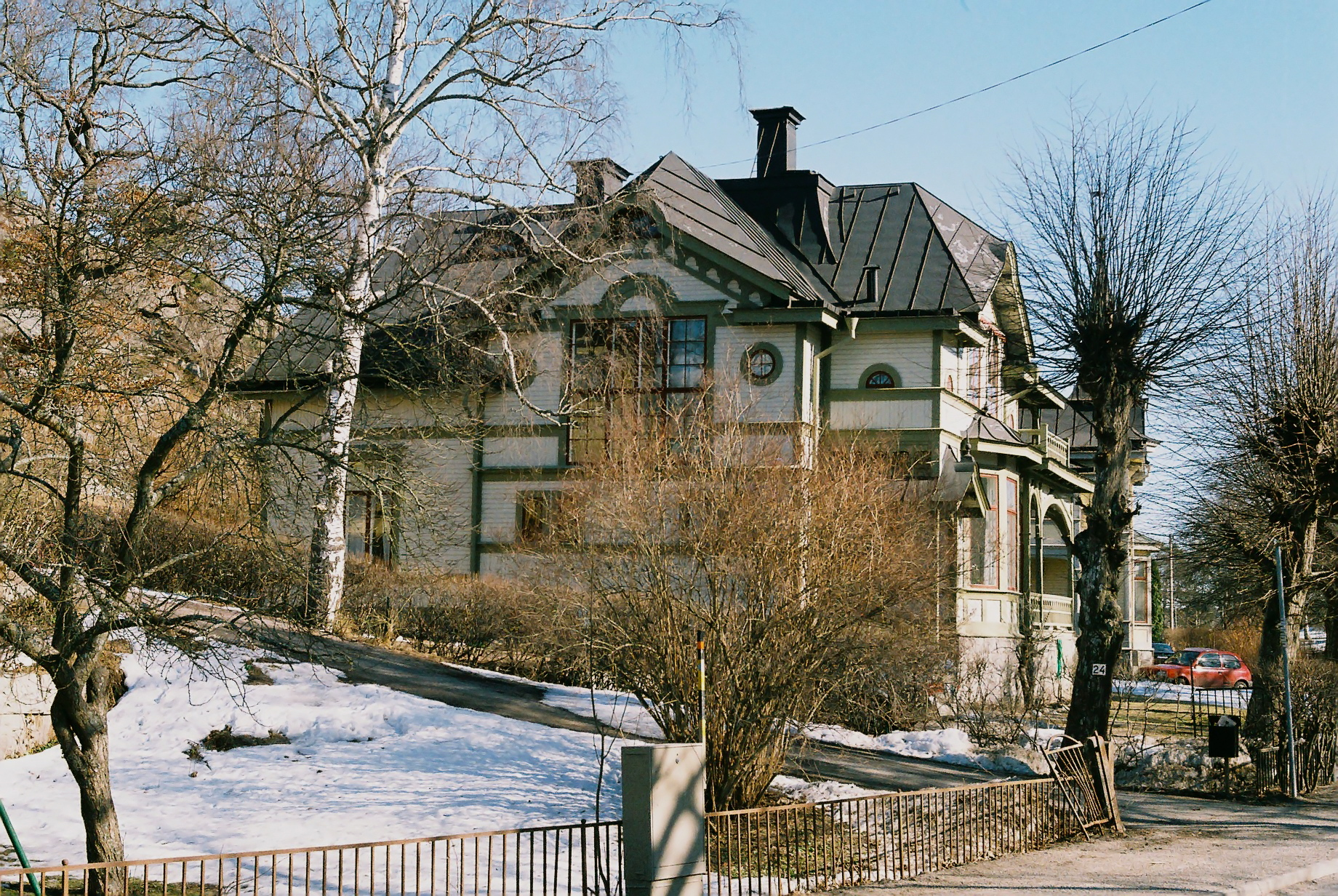
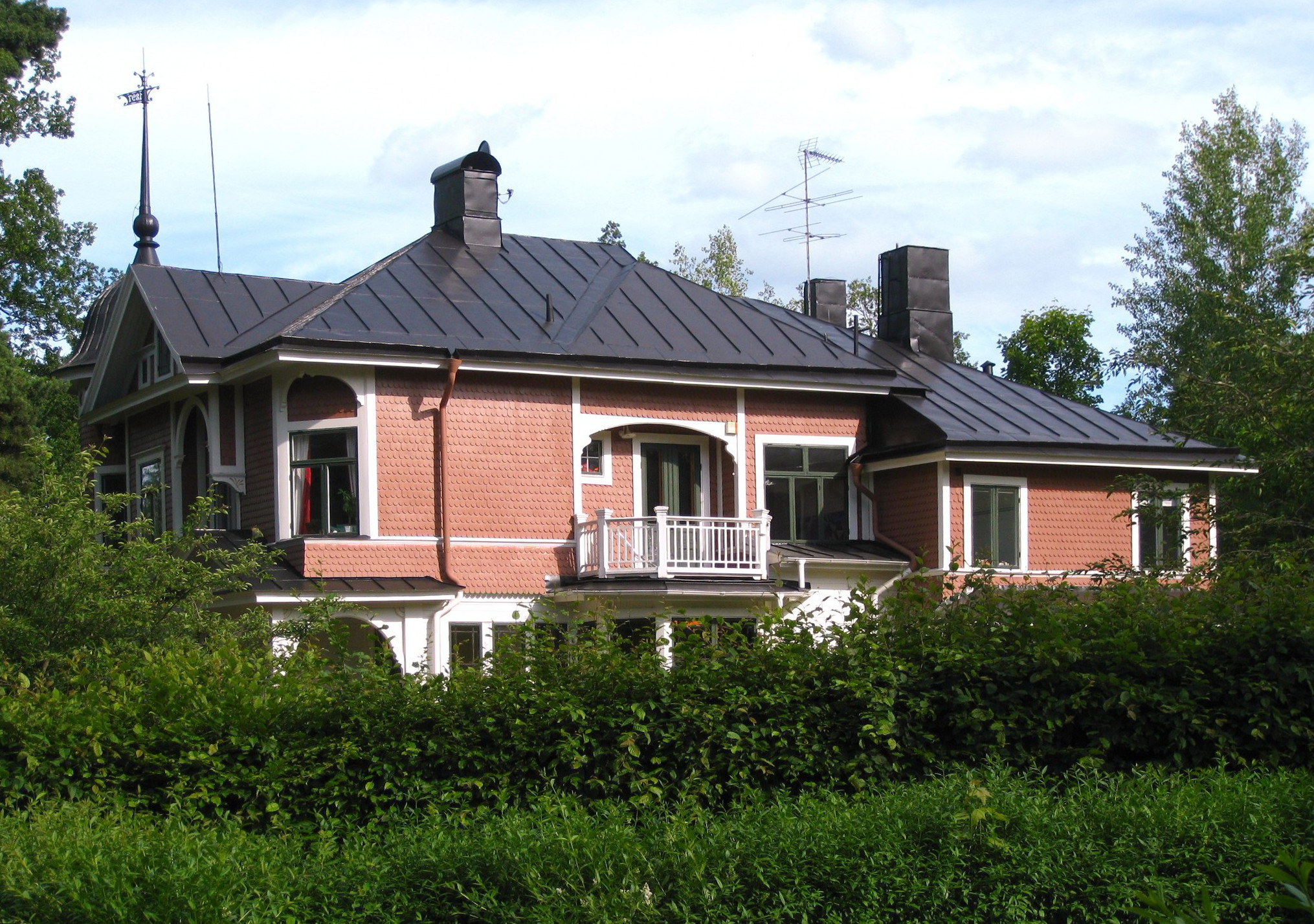
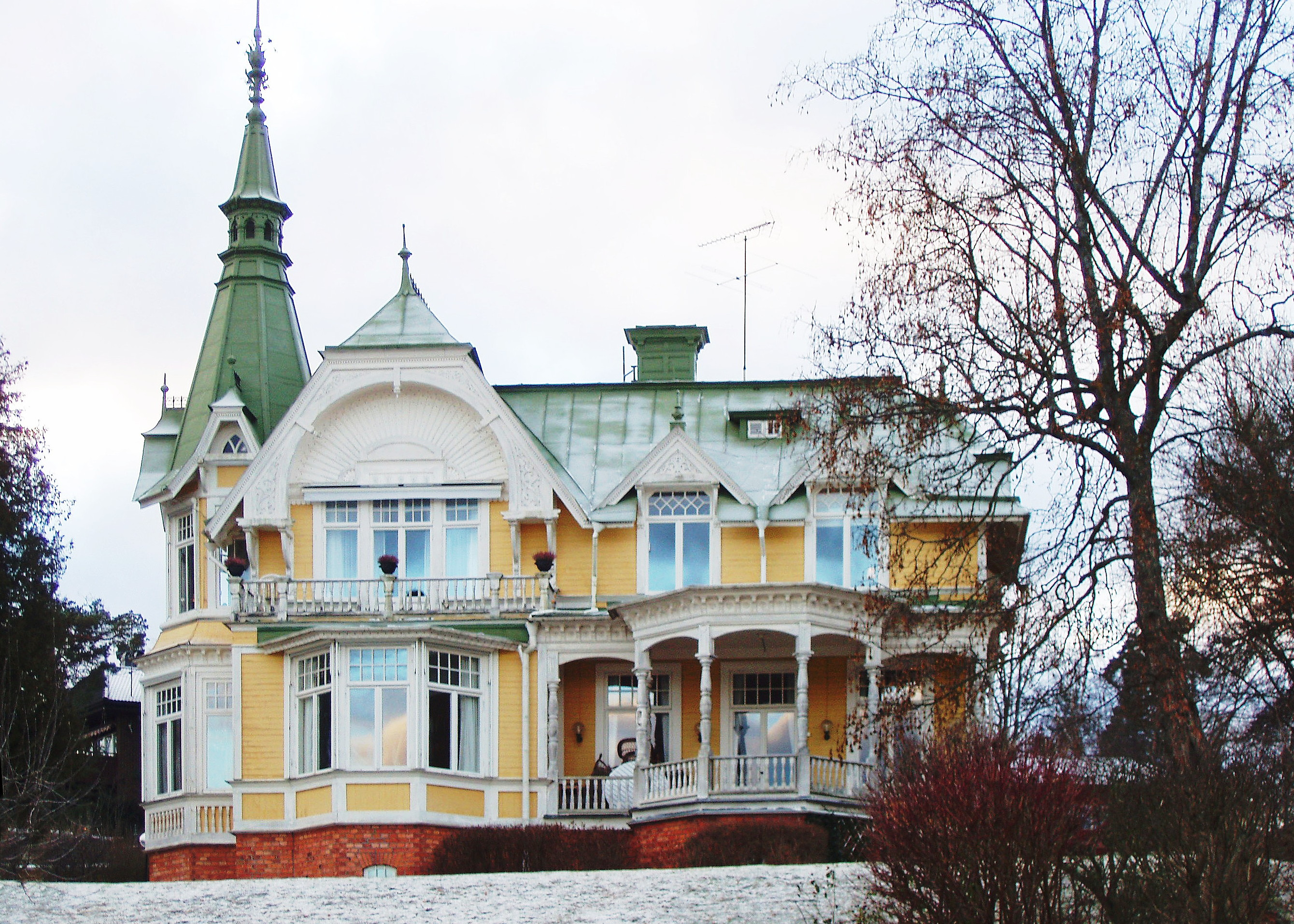
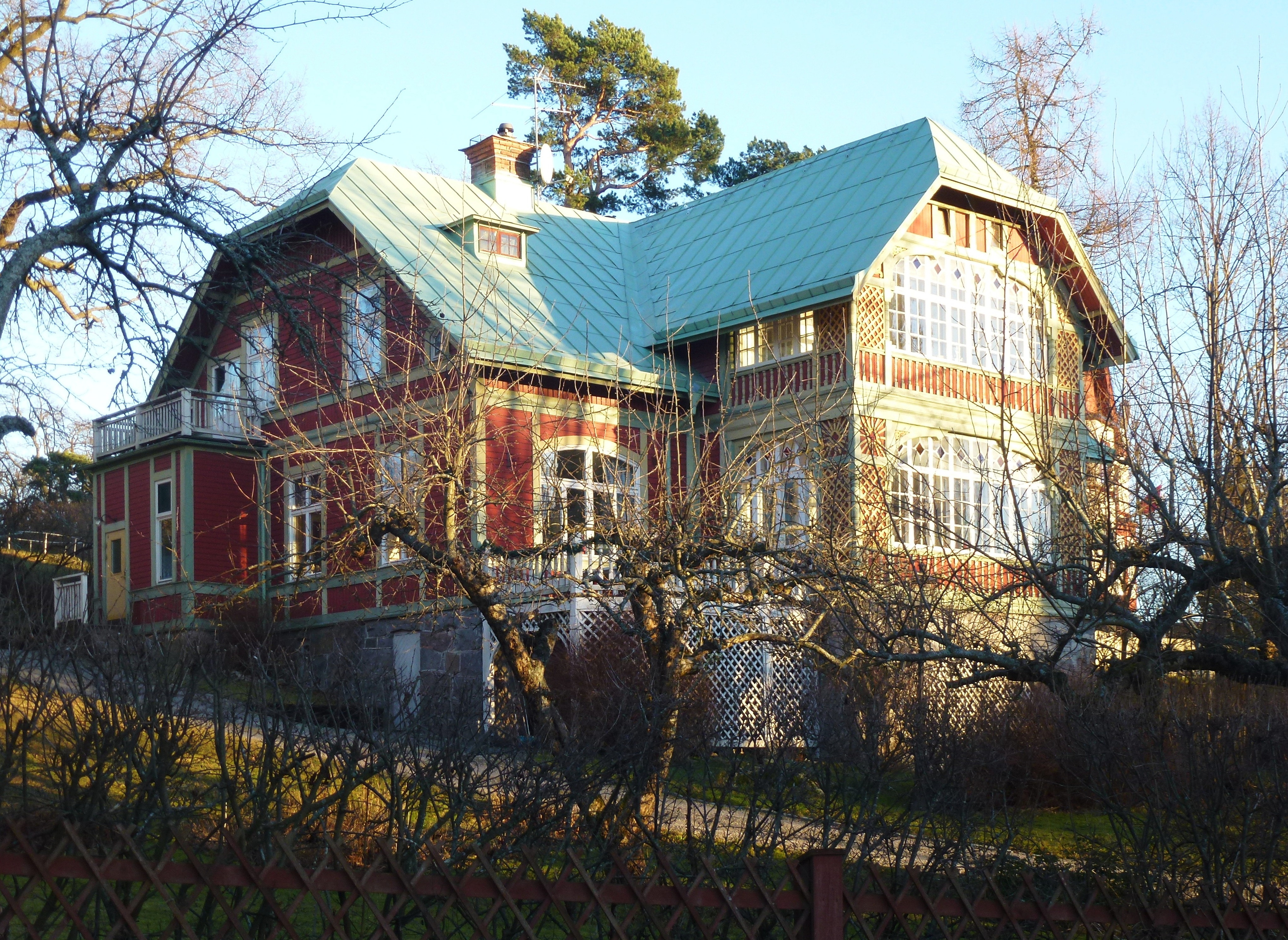
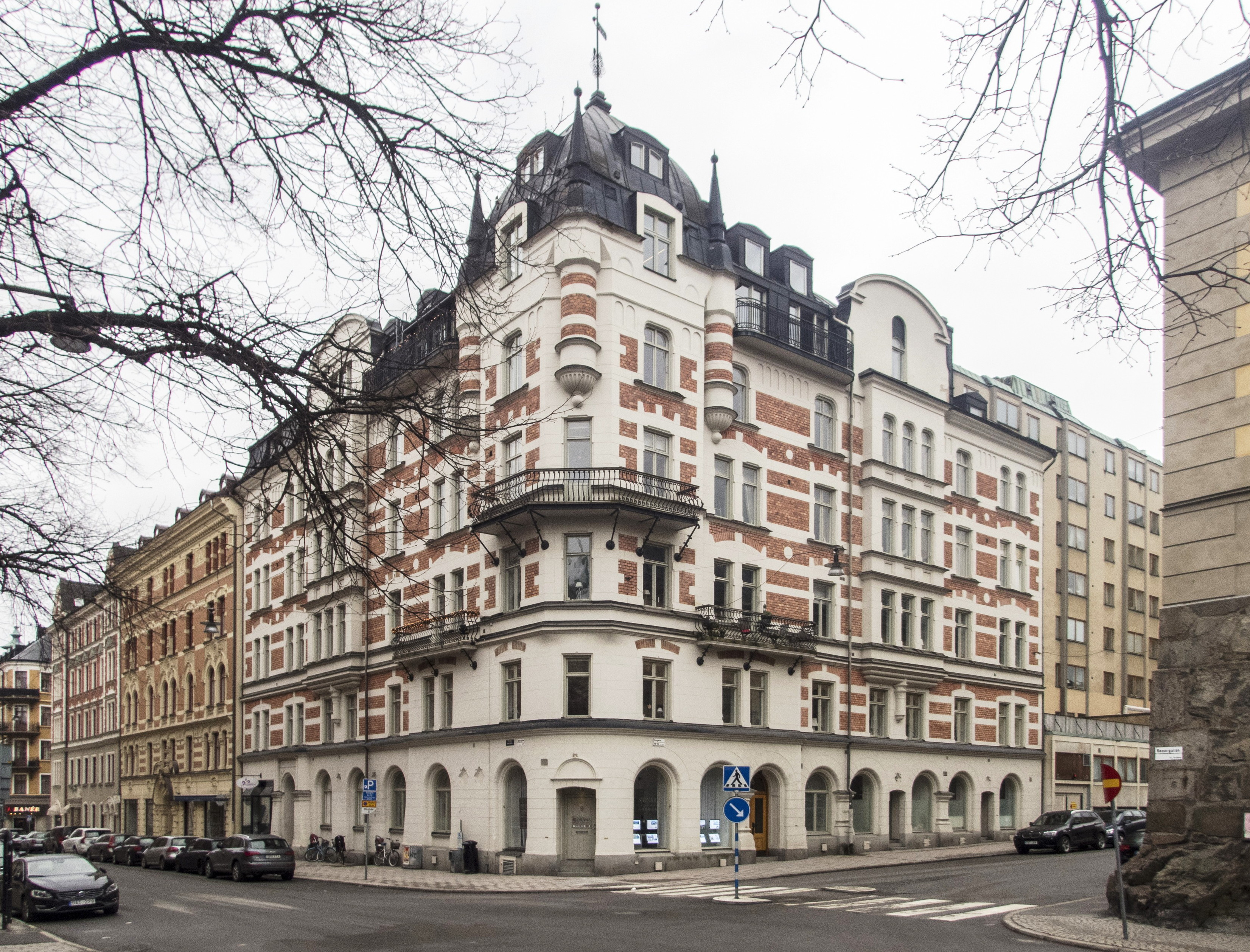